# بلبوس
البُلْبُوس هو جنس من النباتات المعمرة من الفصيلة الهليونية. ينتشر الجنس على نطاق واسع حول منطقة البحر الأبيض المتوسط والأراضي المجاورة، من جزر الكناري إلى إيران.

## من أنواعه الواطنة في الوطن العربي
- بلبوس بحري (باللاتينية: Leopoldia maritima) في بلاد الشام والمغرب العربي وكريت
- بلبوس ثنائي الألوان (باللاتينية: Leopoldia bicolor) في بلاد الشام ومصر
- بلبوس رقيق الأزهار (باللاتينية: Leopoldia tenuiflora) في بلاد الشام وتركيا والقوقاز وشرق أوروبا
- بلبوس طويل الساق (باللاتينية: Leopoldia longipes) في بلاد الشام وسيناء وتركيا والقوقاز
- بلبوس عاجي (باللاتينية: Leopoldia eburnea) في بلاد الشام ومصر
- بلبوس وبري (باللاتينية: Leopoldia comosa) في بلاد الشام ومصر والمغرب العربي وحوض البحر الأبيض المتوسط وكثير من مناطق أوروبا